# Општина Ботошана (Сучава)
Ботошана (рум. Botoşana) општина је у Румунији у округу Сучава.
Oпштина се налази на надморској висини од 376 m.